# Золотий глобус (79-та церемонія вручення)
79-та церемонія вручення нагород премії «Золотий глобус»

9 січня 2022 року
Найкращий фільм — драма: 
«У руках пса»
Найкращий фільм —
комедія або мюзикл: 
«Вестсайдська історія»
Найкращий телесеріал — драма: 
«Спадщина»
Найкращий телесеріал —
комедія або мюзикл: 
«Хитрощі»
Найкращий мінісеріал або телефільм: 
«Підземна залізниця»
< 78-ма • Церемонії вручення • 80-та >
79-та церемонія вручення нагород премії «Золотий глобус» за заслуги в галузі кінематографа і телебачення за 2021 рік відбулася 9 січня 2022 року. Номінанти, в 25 категоріях, були оголошені 13 грудня 2021 року репером Снуп Доґґом і президентом HFPA Гелен Гьоне.

## Переможці і номінанти

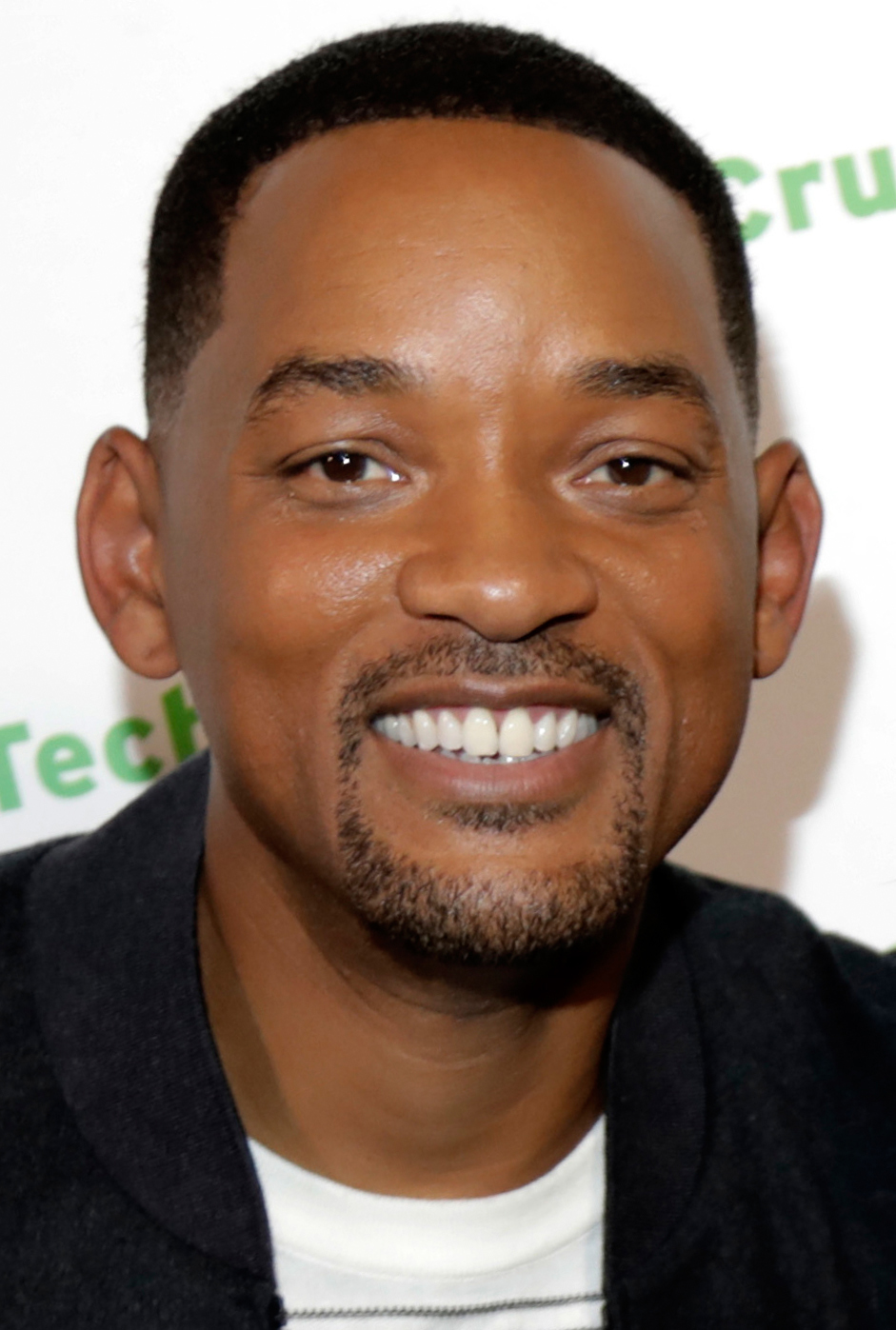
Вілл Сміт — переможець у категорії «Найкраща чоловіча роль у фільмі — драма»

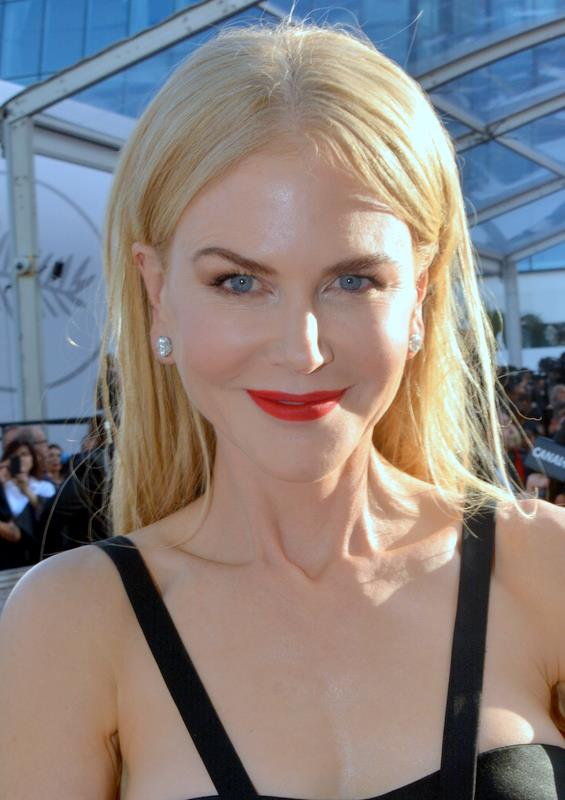
Ніколь Кідман — переможниця у категорії «Найкраща жіноча роль у фільмі — драма»

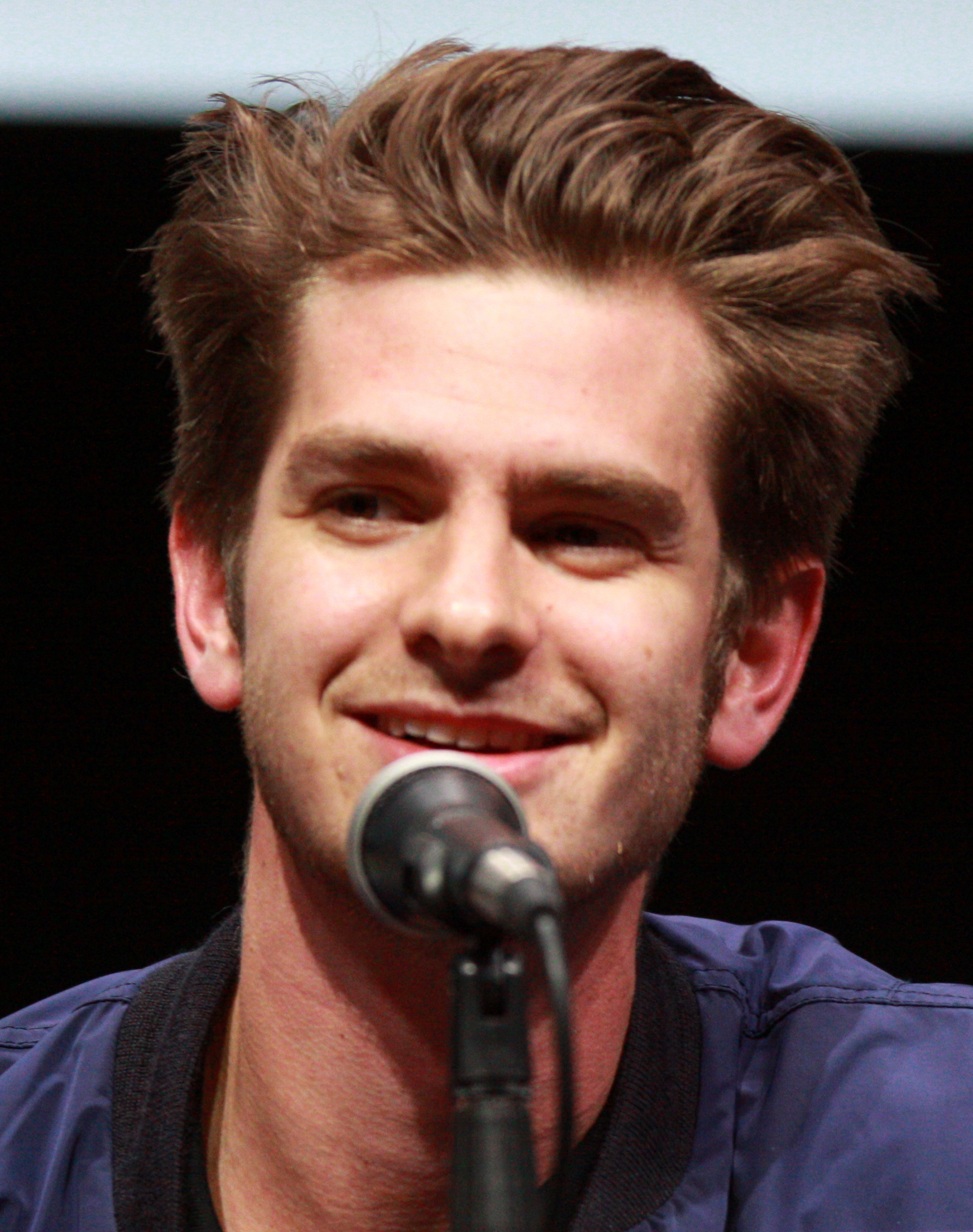
Ендрю Гарфілд — переможець у категорії «Найкраща чоловіча роль у фільмі — комедія або мюзикл»

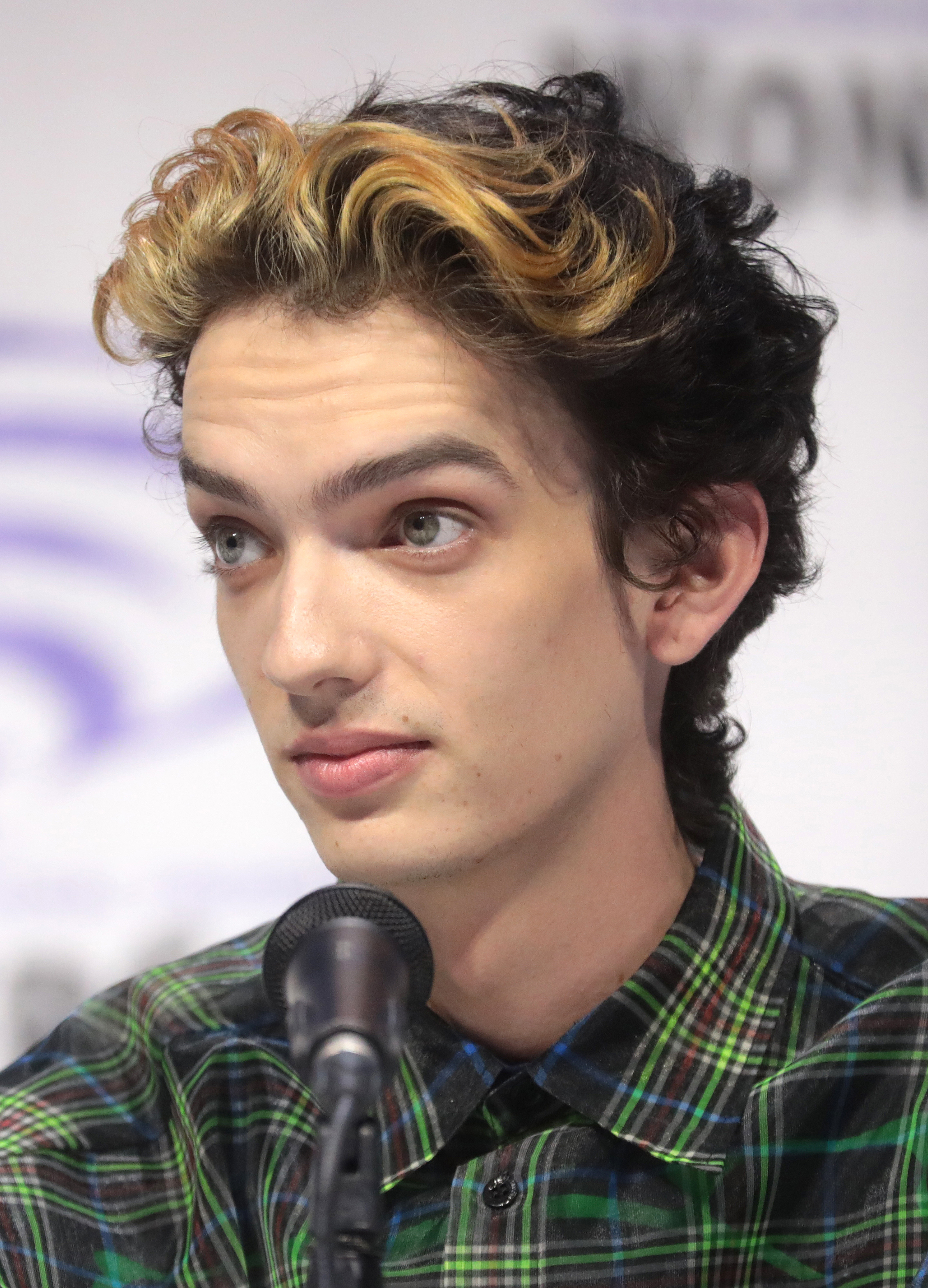
Коді Сміт-Макфі — переможець у категорії «Найкраща чоловіча роль другого плану у фільмі»

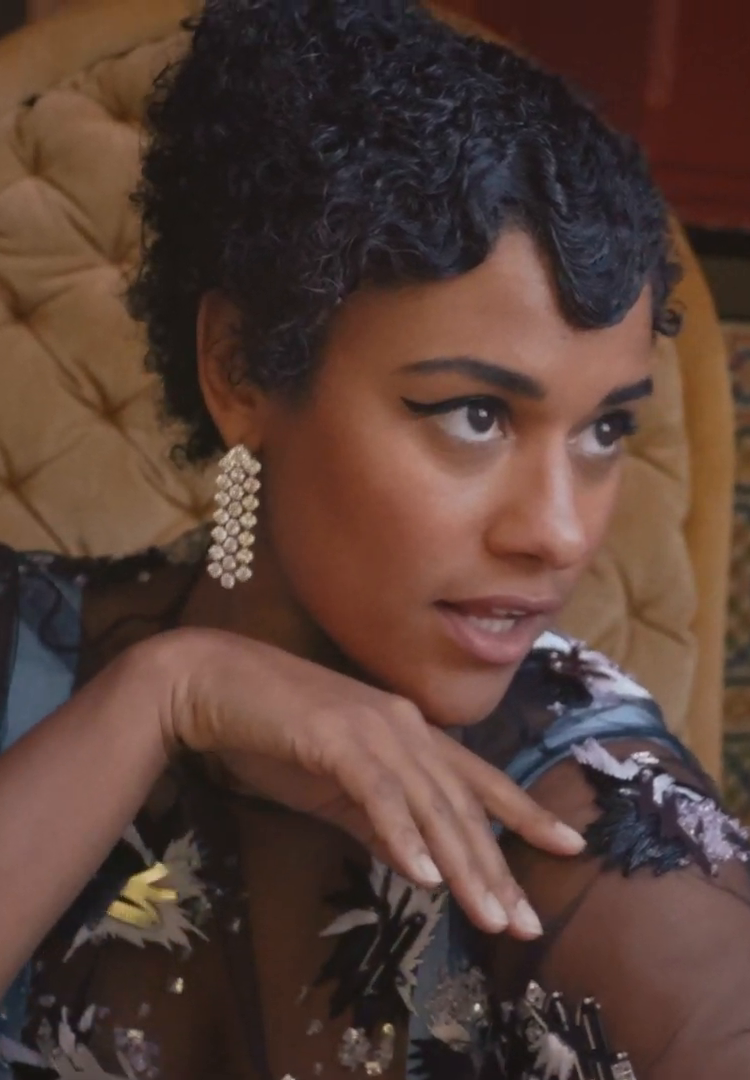
Аріана ДеБоуз — переможниця у категорії «Найкраща жіноча роль другого плану у фільмі»

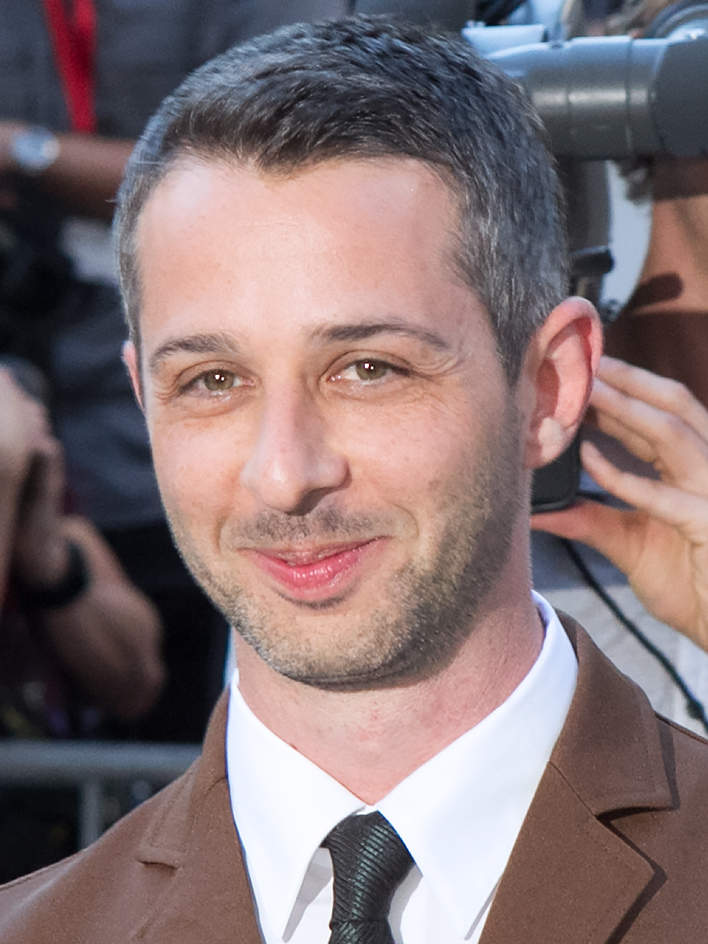
Джеремі Стронг — переможець у категорії «Найкраща чоловіча роль у телесеріалі — драма»

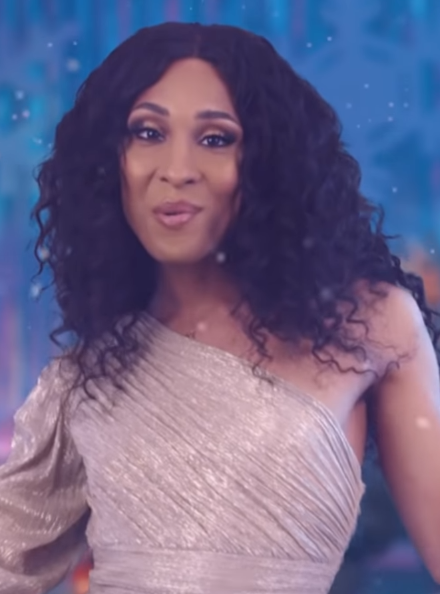
Емджей Родрігес — переможниця у категорії «Найкраща жіноча роль у телесеріалі — драма»

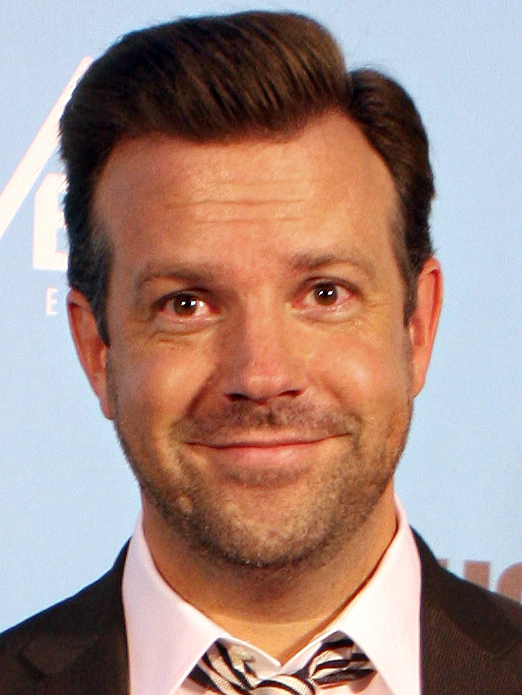
Джейсон Судейкіс — переможець у категорії «Найкраща чоловіча роль у телесеріалі — комедія або мюзикл»

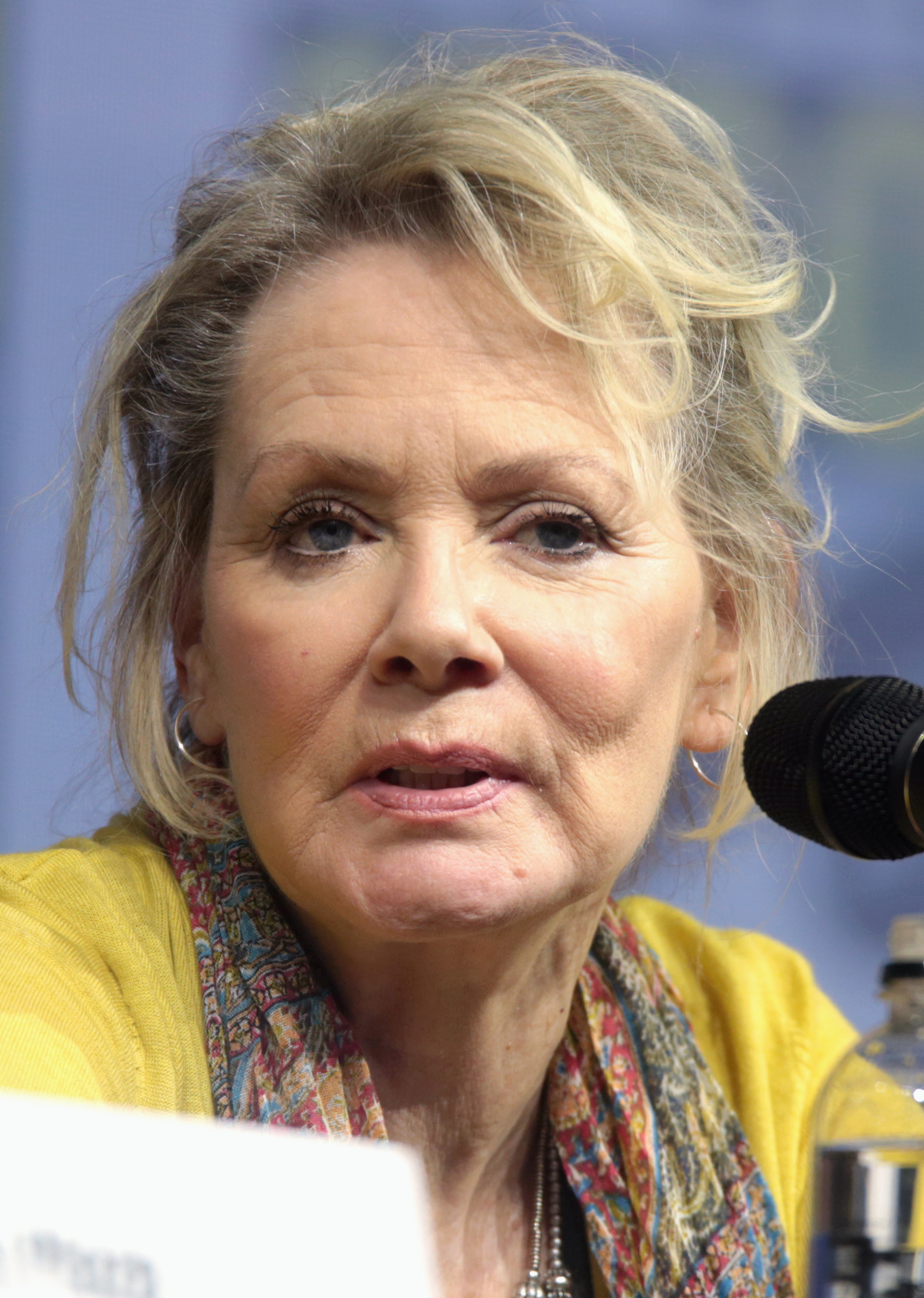
Джин Смарт — переможниця у категорії «Найкраща жіноча роль у телесеріалі — комедія або мюзикл»

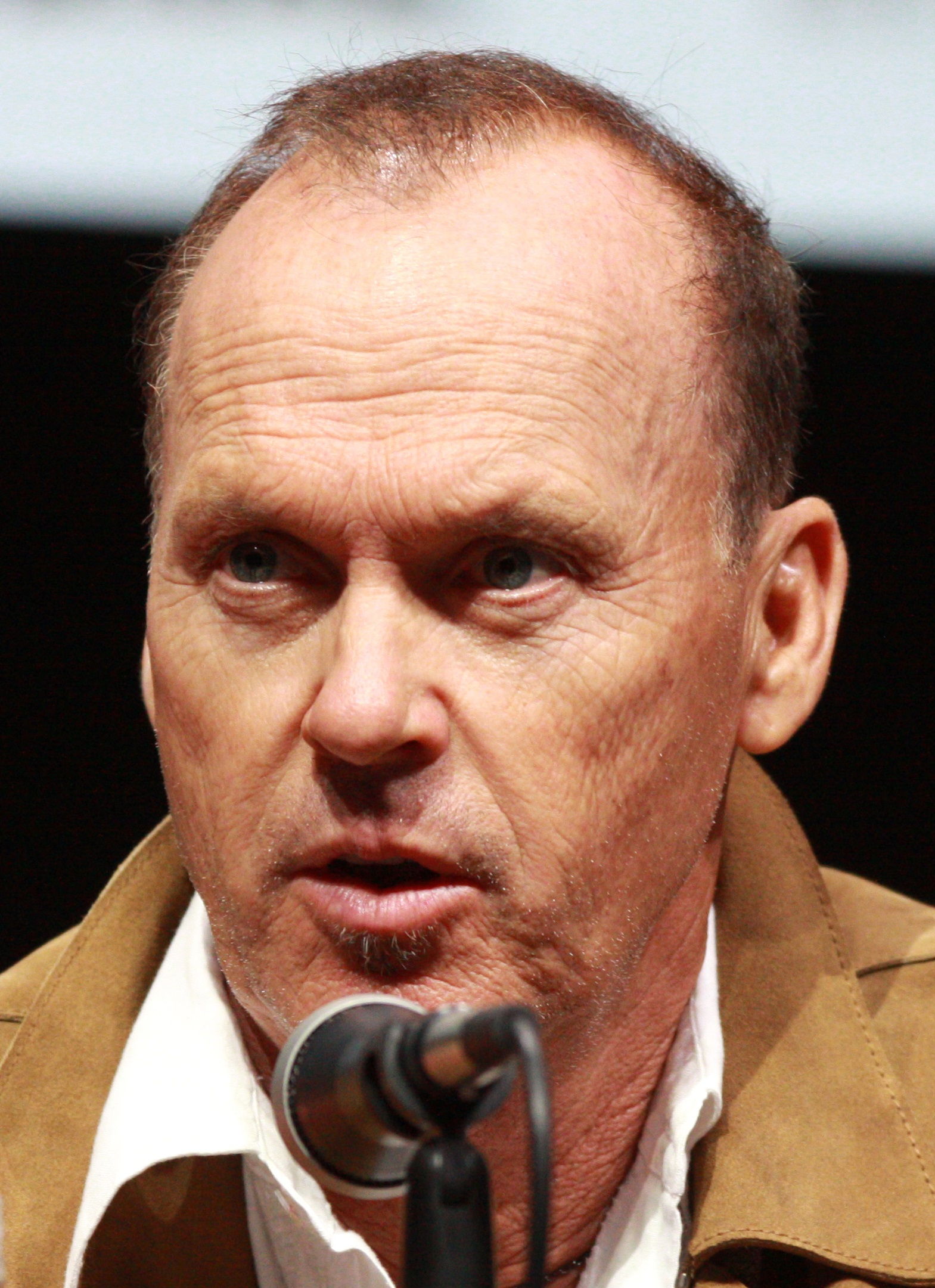
Майкл Кітон — переможець у категорії «Найкраща чоловіча роль у мінісеріалі або телефільмі»

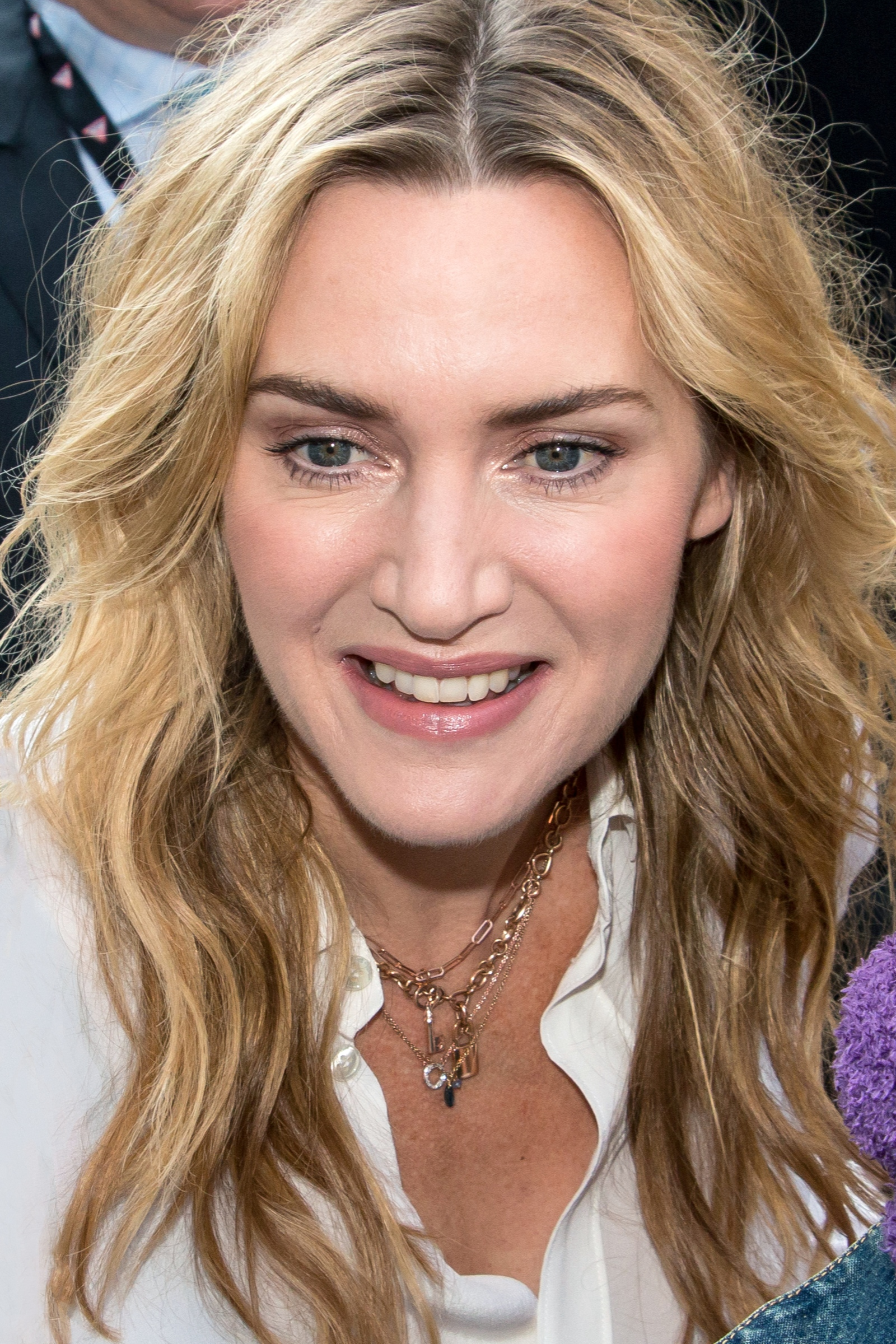
Кейт Вінслет — переможниця у категорії «Найкраща жіноча роль у мінісеріалі або телефільмі»

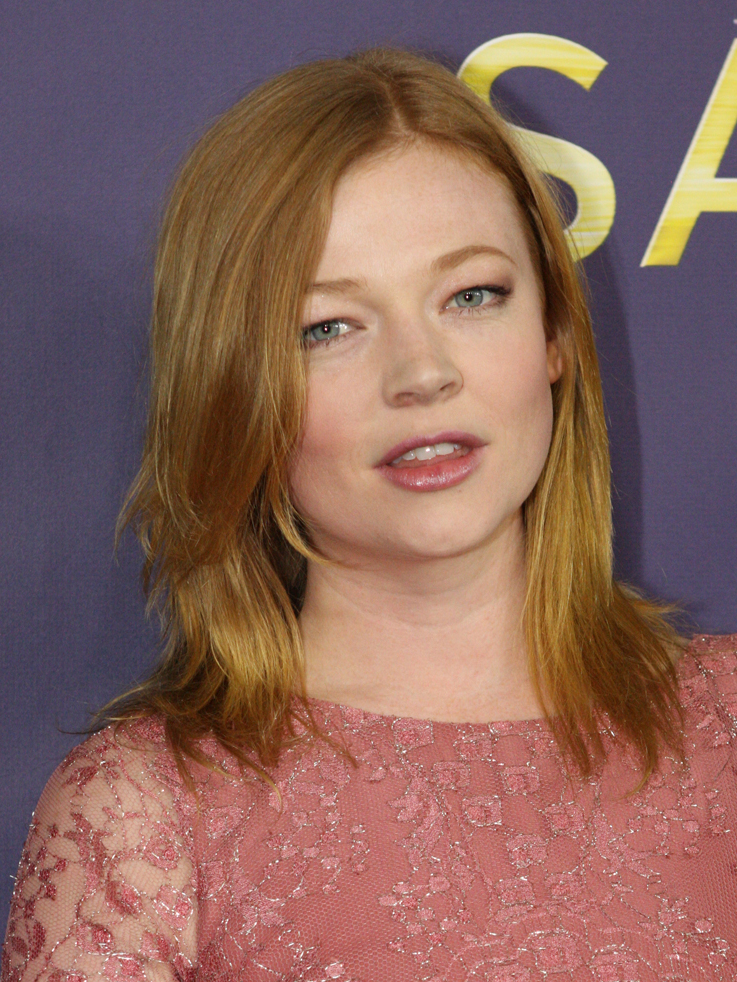
Сара Снук — переможниця у категорії «Найкраща жіноча роль другого плану у телесеріалі, мінісеріалі або телефільмі»

### Кіно
| Найкращий фільм | Найкращий фільм |
| Драма | Комедія або мюзикл |
| --- | --- |
| - «У руках пса» - «Белфаст» - «CODA: У ритмі серця» - «Дюна» - «Король Річард» | - «Вестсайдська історія» - «Сірано» - «Не дивіться вгору» - «Лакрична піца» - «Тік-так, бум!» |
| Найкраща роль у фільмі — драма | |
| Чоловіча роль | Жіноча роль |
| - Вілл Сміт — «Король Річард» — за роль Річарда Вільямса - Магершала Алі — «Лебедина пісня» — за роль Камерона Тернера - Хав'єр Бардем — «Бути Рікардо» — за роль Десі Арнаса - Бенедикт Камбербетч — «У руках пса» — за роль Філа Бербанка - Дензел Вашингтон — «Макбет» — за роль лорда Макбета                            | - Ніколь Кідман — «Бути Рікардо» — за роль Люсіль Болл - Джессіка Честейн — «Очі Теммі Фей» — за роль Теммі Фей Месснер - Олівія Колман — «Незнайома дочка» — за роль Леди Карузо - Леді Гага — «Дім Гуччі» — за роль Патриції Реджані - Крістен Стюарт — «Спенсер: Таємниця принцеси Діани» — за роль Діани, принцеси Уельської |
| Найкраща роль у фільмі — комедія або мюзикл | |
| Чоловіча роль | Жіноча роль |
| - Ендрю Гарфілд — «Тік-так, бум!» — за роль Джонатана Ларсона - Леонардо Ді Капріо — «Не дивіться вгору» — за роль Рендалла Мінді - Пітер Дінклейдж — «Сірано» — за роль Сірано де Бержерака - Купер Гоффман — «Лакрична піца» — за роль Гері Валентайна - Ентоні Рамос — «На висотах Нью-Йорка» — за роль Уснаві де ла Веги | - Рейчел Зеглер — «Вестсайдська історія» — за роль Марії Васкес - Маріон Котіяр — «Аннетт» — за роль Енн Дефрасну - Алана Гаїм — «Лакрична піца» — за роль Алани Кейн - Дженніфер Лоренс — «Не дивіться вгору» — за роль Кейт Дібіаскі - Емма Стоун — «Круелла» — за роль Естелли / Лютелли де Віль                              |
| Найкраща роль другого плану у фільмі | |
| Чоловіча роль другого плану | Жіноча роль другого плану |
| - Коді Сміт-Макфі — «У руках пса» — за роль Пітера Гордона - Бен Аффлек — «Ніжний бар» — за роль Чарлі Морінгера - Джеймі Дорнан — «Белфаст» — за роль тата - Кіаран Гайндс — «Белфаст» — за роль діда - Трой Коцур — «CODA: У ритмі серця» — за роль Френка Россі                                                           | - Аріана ДеБоуз — «Вестсайдська історія» — за роль Аніти - Каітріона Белфі — «Белфаст» — за роль мами - Кірстен Данст — «У руках пса» — за роль Роуз Гордон - Онжаню Елліс — «Король Річард» — за роль Орасен Прайс - Рут Негга — «Поміжжя» — за роль Клер Беллью                                                                |
| Інші категорії | |
| Найкраща режисерська робота | Найкращий сценарій |
| - Джейн Кемпіон — «У руках пса» - Кеннет Брана — «Белфаст» - Меггі Джилленгол — «Незнайома дочка» - Стівен Спілберг — «Вестсайдська історія» - Дені Вільнев — «Дюна» | - Кеннет Брана — «Белфаст» - Пол Томас Андерсон — «Лакрична піца» - Джейн Кемпіон — «У руках пса» - Адам Мак-Кей — «Не дивіться вгору» - Аарон Соркін — «Бути Рікардо» |
| Найкраща музика до фільму | Найкраща пісня до фільму |
| - Ганс Циммер — «Дюна» - Александр Деспла — «Французький вісник» - Джермейн Франко — «Енканто» - Джонні Грінвуд — «У руках пса» - Альберто Іглесіас — «Паралельні матері» | - «No Time to Die» (Біллі Айліш і Фіннеас О’Коннелл) — «007: Не час помирати» - «Be Alive» (Дікссон, Бейонсе) — «Король Річард» - «Dos Oruguitas» (Лін-Мануель Міранда) — «Енканто» - «Down to Joy» (Ван Моррісон) — «Белфаст» - «Here I Am (Singing My Way Home)» (Керол Кінг, Дженніфер Гадсон і Джеймі Гартман) — «Повага»    |
| Найкращий анімаційний фільм | Найкращий фільм іноземною мовою |
| - «Енканто» - «Втеча» - «Лука» - «Моя афганська сім’я» - «Рая та останній дракон» | - «Сядь за кермо моєї машини» (Японія) - «Купе номер шість» (Фінляндія) - «Рука Бога» (Італія) - «Герой» (Іран) - «Паралельні матері» (Іспанія) |

### Фільми, які отримали декілька номінацій
Нижче наведено картини, які отримали декілька номінацій:
| Номінації | Фільми                 |
| --------- | ---------------------- |
| 7         | «Белфаст»              |
| 7         | «У руках пса»          |
| 4         | «Не дивіться вгору»    |
| 4         | «Король Річард»        |
| 4         | «Лакрична піца»        |
| 4         | «Вестсайдська історія» |
| 3         | «Бути Рікардо»         |
| 3         | «Дюна»                 |
| 3         | «Енканто»              |
| 2         | «CODA: У ритмі серця»  |
| 2         | «Сірано»               |
| 2         | «Незнайома дочка»      |
| 2         | «Паралельні матері»    |
| 2         | «Тік-так, бум!»        |

### Фільми, які здобули декілька перемог
Такі картини здобули декілька перемог:
| Перемоги | Фільми                 |
| -------- | ---------------------- |
| 3        | «У руках пса»          |
| 3        | «Вестсайдська історія» |

### Телебачення
| Найкращий телесеріал | Найкращий телесеріал |
| Драма | Комедія або мюзикл |
| --- | --- |
| - «Спадщина» (HBO) - «Люпен» (Netflix) - «Ранкове шоу» (Apple TV+) - «Поза» (FX) - «Гра в кальмара» (Netflix) | - «Хитрощі» (HBO Max) - «Велика» (Hulu) - «Вбивства в одній будівлі» (Hulu) - «Пси резервації» (FX on Hulu) - «Тед Лассо» (Apple TV+) |
| Найкращий мінісеріал або телефільм | |
| - «Підземна залізниця» (Prime Video) - «Ломка» (Hulu) - «Імпічмент: Американська історія злочинів» (FX) - «Покоївка» (Netflix) - «Мейр з Істтауна» (HBO) | |
| Найкраща роль у телесеріалі — драма | |
| Чоловіча роль | Жіноча роль |
| - Джеремі Стронг — «Спадщина» (HBO) — за роль Кендалла Роя - Браян Кокс — «Спадщина» (HBO) — за роль Логана Роя - Лі Чон Че — «Гра в кальмара» (Netflix) — за роль Сона Гі Хуна - Біллі Портер — «Поза» (FX) — за роль Прея Телла - Омар Сі — «Люпен» (Netflix) — за роль Ассана Діопа                                                                        | - Емджей Родрігес — «Поза» (FX) — за роль Бланки Родрігес-Євангелісти - Узо Адуба — «Пацієнти» (HBO) — за роль Брук Тейлор - Дженніфер Еністон — «Ранкове шоу» (Apple TV+) — за роль Алекс Леві - Крістін Баранскі — «Хороша боротьба» (Paramount+) — за роль Діани Локгарт - Елізабет Мосс — «Оповідь служниці» (Hulu) — за роль Джун Осборн / Фредової / Джозефової      |
| Найкраща роль у телесеріалі — комедія або мюзикл | |
| Чоловіча роль | Жіноча роль |
| - Джейсон Судейкіс — «Тед Лассо» (Apple TV+) — за роль Теда Лассо - Ентоні Андерсон — «Темніють» (ABC) — за роль Андре Джонсона-старшого - Ніколас Голт — «Велика» (Hulu) — за роль Петра III - Стів Мартін — «Вбивства в одній будівлі» (Hulu) — за роль Чарльза-Гейдена Саведжа - Мартін Шорт — «Вбивства в одній будівлі» (Hulu) — за роль Олівера Патнема | - Джин Смарт — «Хитрощі» (HBO Max) — за роль Дебори Венс - Ганна Айнбайндер — «Хитрощі» (HBO Max) — за роль Ейви Деніелс - Трейсі Елліс Росс — «Темніють» (ABC) — за роль Рейнбоу Джонсон - Ель Феннінг — «Велика» (Hulu) — за роль Катерини II - Ісса Рей — «Біла ворона» (HBO) — за роль Ісси Ді                                                                         |
| Найкраща роль у мінісеріалі або телефільмі | |
| Чоловіча роль | Жіноча роль |
| - Майкл Кітон — «Ломка» (Hulu) — за роль Семюеля Фіннікса - Пол Беттані — «ВандаВіжен» (Disney+) — за роль Віжена - Оскар Айзек — «Сцени з подружнього життя» (HBO) — за роль Джонатана Леві - Юен Мак-Грегор — «Голстон» (Netflix) — за роль Голстона - Тахар Рахім — «Змій» (BBC One) — за роль Чарльза Собраджа                                            | - Кейт Вінслет — «Мейр з Істтауна» (HBO) — за роль Мейр Шіен - Джессіка Честейн — «Сцени з подружнього життя» (HBO) — за роль Міри Філліпс - Синтія Еріво — «Геній: Арета» (National Geographic) — за роль Арети Франклін - Елізабет Олсен — «ВандаВіжен» (Disney+) — за роль Ванди Максімофф / Шарлахової відьми - Марґарет Кволлі — «Покоївка» (Netflix) — за роль Алекс |
| Найкраща роль другого плану у телесеріалі, мінісеріалі або телефільмі | |
| Чоловіча роль другого плану | Жіноча роль другого плану |
| - О Йон Су — «Гра в кальмара» (Netflix) — за роль О Іль Нама - Біллі Крудап — «Ранкове шоу» (Apple TV+) — за роль Корі Еллісона - Кіран Калкін — «Спадщина» (HBO) — за роль Романа Роя - Марк Дюпласс — «Ранкове шоу» (Apple TV+) — за роль Чарлі Блека - Бретт Голдштейн — «Тед Лассо» (Apple TV+) — за роль Роя Кента                                       | - Сара Снук — «Спадщина» (HBO) — за роль Шивон Рой - Дженніфер Кулідж — «Білий лотос» (HBO) — за роль Тані МакКвойд - Кейтлін Дівер — «Ломка» (Hulu) — за роль Бетсі Маллам - Енді Макдавелл — «Покоївка» (Netflix) — за роль Поли - Ганна Ваддінгем — «Тед Лассо» (Apple TV+) — за роль Ребекки Велтон                                                                    |

### Телесеріали, які отримали декілька номінацій
Нижче наведено серіали, які отримали декілька номінацій:
| Номінації | Телесеріали                 |
| --------- | --------------------------- |
| 5         | «Спадщина»                  |
| 4         | «Ранкове шоу»               |
| 4         | «Тед Лассо»                 |
| 3         | «Ломка»                     |
| 3         | «Велика»                    |
| 3         | «Хитрощі»                   |
| 3         | «Покоївка»                  |
| 3         | «Вбивства в одній будівлі»  |
| 3         | «Поза»                      |
| 3         | «Гра в кальмара»            |
| 2         | «Темніють»                  |
| 2         | «Люпен»                     |
| 2         | «Мейр з Істтауна»           |
| 2         | «Сцени з подружнього життя» |
| 2         | «ВандаВіжен»                |

### Телесеріали, які здобули декілька перемог
Такі серіали здобули декілька перемог:
| Перемоги | Телесеріали |
| -------- | ----------- |
| 3        | «Спадщина»  |
| 2        | «Хитрощі»   |